# АФК Эскильстуна

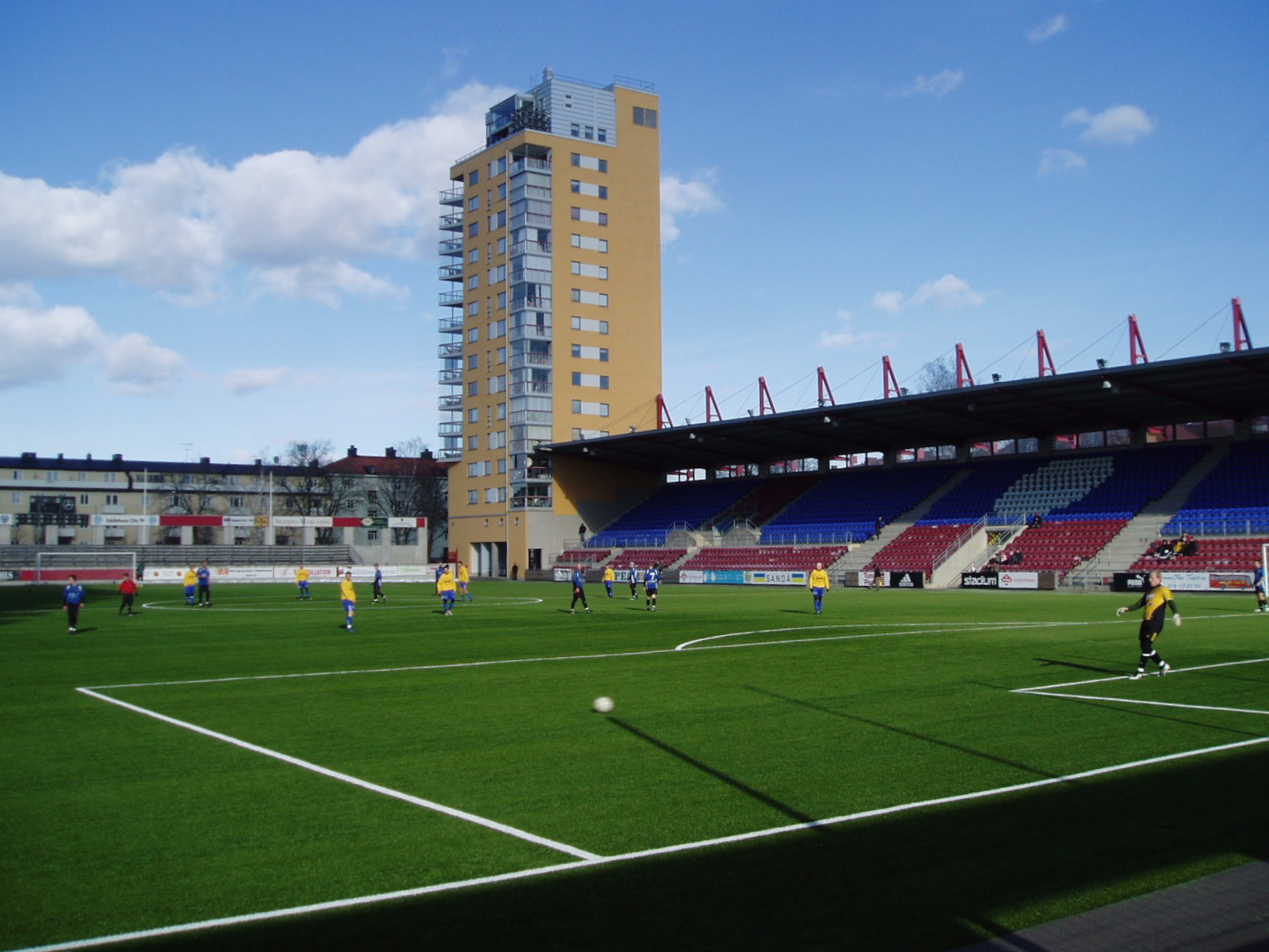
Домашняя арена «АФК Эскильстуна» стадион «Тунаваллен»

«АФК Эскильстуна» (швед. Athletic Football Club Eskilstuna) — шведский футбольный клуб из города Эскильстуна, регион Свеаланд, провинция Сёдерманланд. Основан в 1991 году. Домашние матчи проводит на стадионе «Тунаваллен» общей вместимостью 7 800 зрителей.

## История клуба

### «Кафе Opera»
Родоначальник футбольного клуба «АФК Юнайтед» был основан в 1991 году в северной части Стокгольма, коммуна Дандерюд. Клуб получил название «Кафе Opera», поскольку основатель и спонсор команды итальянский бизнесмен Алессандро Катеначчи являлся владельцем местного ночного клуба. Под этим названием команда начала выступление в системе футбольных лиг чемпионата Швеции по футболу.
По правилам футбольной Федерации, клуб начал выступление в самой низшей лиге футбольной иерархии Швеции, Восьмом дивизионе чемпионата страны.
Тем не менее, команда быстро поднялась со дна футбольного первенства Швеции, год за годом становясь победителем каждой из лиг, в которой принимала участие. Ежегодно клуб побеждал в новом дивизионе, поочередно выигрывая первенства седьмой, шестой, пятой и четвертой футбольных лиг.
Наконец, в сезоне 1996 года команда стала победителем Третьего дивизиона зоны «Север» региона Свеаланд.
Благодаря поддержке администрации района Юрсхольм коммуны Дандерюд, клуб тесно сотрудничал с выпускниками местных футбольных школ, что значительно помогло команде в вопросе комплектования состава. Партнерство длилось до 2005 года включительно, когда произошло объединение с клубом «ФК Весбю» и команда прекратила существование в прежнем виде.
В сезоне 1997 года команда взяла старт в чемпионате Второго дивизиона зоны «Восток» региона Свеаланд, где заняла четвертое место. Победителем турнира стал клуб «Сириус» из города Уппсала. Примечателен факт, но именно с командой «Сириус» 19 лет спустя правопреемник «Кафе Opera» клуб «АФК Юнайтед» выиграет турнир Суперэттан и впервые в истории выйдет в высшую лигу чемпионата Швеции.
В сезоне 1998 года команда заняла уже третью строчку, всего на два очка отстав от клуба «ФК Весбю», попавшего в зону плей-офф. По иронии судьбы, в 2005 году «Кафе Opera» объединится именно с клубом «Весбю», семью годами ранее лишившей клуб возможности подняться на дивизион выше. Впрочем, «Весбю» уступил в раунде плей-офф, а итоговое повышение в классе получил лишь победитель турнира клуб «Броммапойкарна».
В сезоне 1999 года оба клуба были разведены по разным зонам: «Весбю» остался выступать в зоне «Восток», а «Кафе Opera» отправили в зону «Запад» региона Свеаланд. В конечном итоге обе команды стали чемпионами своих групп, где «Кафе Opera» на одно очко опередила «Весбю» в заочном споре. В плей-офф за право выйти в Суперэттан команда сыграла с клубом «Гефле». По итогам двухматчевого противостояния клуб одержал победу по правилу выездного гола (0:0 дома и 2:2 в гостях).
Впервые в своей истории команда вышла в Суперэттан, второй по значимости дивизион чемпионата Швеции.
Ввиду реформы Суперэттан, чемпионат 2000 года прошел с урезанным числом участников: лига отказалась от деления на зоны «Север» и «Юг», в результате чего турнир из 28-ми команд был сокращен до 16-ти участников. Тем не менее, в дебютном сезоне в Суперэттан клуб выступил более чем удачно, заняв высокое для новичка лиги шестое место. Семи очков не хватило команде, чтобы занять итоговое третье место, доставшееся клубу «Мьяльбю», и попасть в зону стыковых матчей с 12-й командой Аллсвенскан. Обращает внимание факт, что в том сезоне Суперэттан «Кафе Opera» выступала совместно с клубами «Мальме», где начинал профессиональную карьеру будущая звезда шведского и мирового футбола Златан Ибрагимович, и «Юргорден» – одними из самых титулованных футбольных клубов в истории Швеции.
Сезон 2000 года в Суперэттан был одним из самых сильных в истории турнира, учитывая послужной список команд, участвующих в турнире. Потому шестое место дебютанта лиги можно расценить как крайне успешный результат.
В 2001 году команда выступила на своем прежнем уровне, на сей раз заняв пятую строчку в таблице. Отрыв от третьего места составил 12 баллов. Данный результат стал лучшим в истории клуба на тот момент.
Выступление клуба в Суперэттан отличалось удивительной стабильностью. Три сезона подряд команда занимала с пятое по шестое места, ни разу не опускаясь ниже шестой строчки. В сезоне 2002 года команда в очередной раз заняла шестое место.
Несмотря на стабильность результатов, в 2002 году у клуба возникли серьезные финансовые трудности, связанные с отсутствием большого интереса со стороны СМИ и болельщиков. Клуб начал сотрудничество с клубом «АИК», благодаря чему «Кафе Opera» пополнили резервисты столичного клуба, во многом усилившие состав команды. По условиям договора осуществлялись переходы и в обратном направлении. К примеру, лучший бомбардир сезона 2003 года нападающий клуба Горан Марклунд отправился в «АИК» по условиям партнерского соглашения между командами. Отыграв в АИКе в общей сложности два сезона, форвард так и не смог закрепиться в основном составе и перешел в «Ассириску».
Сезон 2004 года стал последним для клуба под старым названием. В конце сезона у клуба закончилось партнерское соглашение с «АИКом». Таким образом, сотрудничество клубов подошло к концу. Заняв девятое место по итогам первенства, команде не грозил вылет по спортивному принципу, тем не менее, лишившись солидной финансовой поддержки, клубу грозило снятие с турнира.
Чтобы спасти клуб и сохранить команду в Суперэттан, было решено объединить «Кафе Opera» с клубом «ФК Весбю», на тот момент участником Второго дивизиона. Поскольку в том же сезоне «Весбю» стал победителем Второго дивизиона, проблем с объединением команд не возникло: «Весбю» как победитель турнира вошел в состав Суперэттан и объединился с «Кафе Opera».
В начале 2005 года произошло окончательное объединение команд. Клуб сохранил прописку в турнире и продолжил выступление в Суперэттан.
По окончании сезона 2004 года команда сменила стадион «Олимпийский» на небольшую арену «Кристинберг» одноименного района Стокгольма.

### «Весбю Юнайтед»
Первый сезон в Суперэттан «Весбю Юнайтед» начал неплохо. Команда завершила сезон на девятом месте и сохранила прописку в дивизионе. Голкипер команды Никлас Вестберг стал одним из лучших вратарей сезона.
С нового сезона команда переехала на новую арену «Вилундаваллен», ставшей домашним стадионом клуба на ближайшие годы.
Сезон 2006 года клуб провел неудачно: «Весбю Юнайтед» занял лишь 14-е место и попал в зону стыковых матчей за право остаться в турнире. В соперники команде достался вице-чемпион низшей лиги сезона 2006 клуб «Сириус», давний оппонент команды. По итогам стыковых матчей «Весбю Юнайтед» уступил сопернику и покинул Суперэттан, впервые за шесть лет участия в турнире.
Учитывая плачевные результаты команды в последнем сезоне, руководство клуба решило вернуться к сотрудничеству с «АИКом». Клуб в очередной раз заключил соглашение о партнерстве со столичной командой. «АИК» обязался помогать клубу в комплектовании состава и тренерского штаба команды. По условиям договора, тренерский штаб «Весбю Юнайтед» пополнил бывший голкипер «АИКа» Андерс Альмгрен, ставший тренером вратарей, также в клуб перешли резервные игроки «АИКа»: Сайю Джейн, Валид Атта, Мартин Кайонго и Виктор Люндберг, впоследствии один из лучших игроков клуба за всю историю.
Благодаря сотрудничеству с клубом «АИК», тренерский штаб «Весбю Юнайтед» регулярно пополнялся тренерскими кадрами столичного клуба. Перед началом сезона 2007 года команду возглавил известный шведский специалист Микаэль Стор, до этого работавший ассистентом главного тренера в «АИКе».
Сезон 2007 года команда начинала в Первом дивизионе. Турнир изменил название ввиду реформы лиги в 2006 году. Благодаря реформе, две первые команды дивизиона напрямую выходили в Суперэттан, минуя стадию плей-офф. Тем самым организаторы турнира существенно облегчили командам задачу повышения в классе, чем и воспользовался «Весбю Юнайтед», заняв итоговое второе место. Уступив чемпионство «Ассириске», тем не менее, команда без дополнительных испытаний вышла в Суперэттан и с первой попытки вернулась в турнир, покинутый годом ранее.

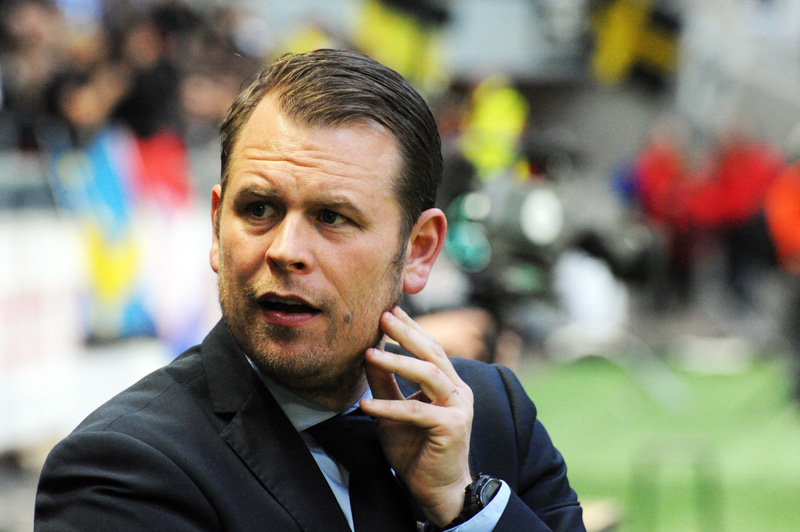
Бывший наставник команды Микаэль Стор

По окончании победного сезона главный тренер Микаэль Стор покинул команду и был назначен наставником «АИКа».
В период с 2008-го по 2011-ый годы команду возглавлял Томас Лагерлёф, до этого момента, как и Стор, работавший ассистентом основного наставника в «АИКе».
Два года, c сезона 2008 по сезон 2010 клуб выступал в Суперэттан, пока не занял последнее место и не покинул лигу в 2010 году.
Сезон 2010 стал худшим в истории клуба за весь период участия команды в Суперэттан. «Весбю Юнайтед» одержал четыре победы и набрал лишь 18 очков, став худшей командой лиги.
2011 год клуб снова проводил в Первом дивизионе. Любопытен факт, что, будучи одним из самых стабильных футбольных коллективов Швеции, с переменой названия клуб превратился в т.н. «команду-лифт», поочередно меняющей дивизионы. «Весбю Юнайтед» в очередной раз стал вторым в дивизионе, но так и не смог подняться в Суперэттан, уступив в стыковых матчах клубу «Вёрнаму» с общим счетом 0:3.
Чемпионат 2012 года в Первом дивизионе был под большим вопросом для клуба. Серьезные финансовые проблемы, связанные с завершением контракта с клубом «АИК», в очередной раз грозили снятием с турнира. Невзирая на непогашенные долги перед игроками, команда доиграла сезон 2012 года. Из-за серьезных проблем с финансированием результаты клуба оставляли желать лучшего. Тем не менее, команда заняла приемлемое 11-е место и избежала вылета во Второй дивизион.
23 августа 2012 года менеджер фарм-клуба «Весбю Юнайтед» ФК «Атлетик»  Алекс Рюссхольм стал новым генеральным менеджером клуба, взяв на себя обязательство погасить текущие задолженности клуба.
В результате этого соглашения ФК «Атлетик» вошел в состав «Весбю Юнайтед». Новый клуб был переименован в «АФК Юнайтед».

### «АФК Юнайтед»
Футбольный клуб «АФК Юнайтед» появился в 2012 году в результате слияния команд «Атлетик» (фарм-клуб) и «Весбю Юнайтед».
Офис футбольного клуба отныне находился в Сольне, коммуне Стокгольма.
В 2014 году команда переехала с родного стадиона «Вилундаваллен» на новую более комфортабельную арену «Скайттехольмс» в Сольне общей вместимостью до 5 000 зрителей.
Сезон 2013 года в Первом дивизионе команда начала под руководством турецкого наставника Озкана Мелкмичеля, ранее работавшего в клубе «Сюрианска».
Команду пополнили бразильский защитник Алессандро Сильва Перейра, гамбийский латераль Омар Жайо и американский вратарь Джош Уикс, имевший опыт выступления в MLS.
Помимо усиления профессиональной команды, футбольная академия клуба была расширена до 250 воспитанников.
В сезоне 2013 клуб не блистал результатами. Команда заняла десятое место, сохранив прописку в дивизионе.
Тем не менее, уже в следующем сезоне «АФК Юнайтед» стал чемпионом лиги в зоне «Север», вернувшись в Суперэттан четыре года спустя.

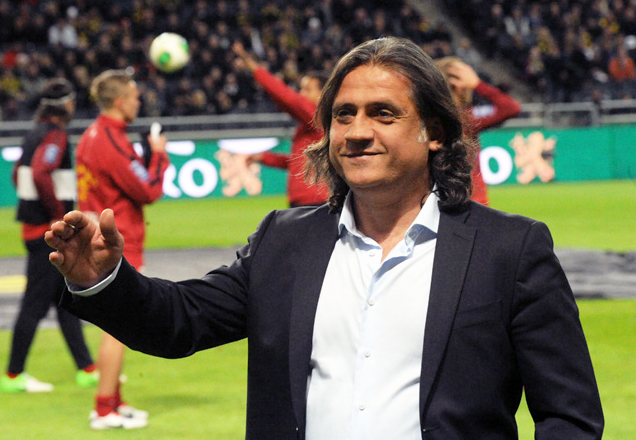
Турецкий тренер Озкан Мелкмичель, выведший клуб в Аллсвенскан

Сезон 2015 года команда вновь проводила в Суперэттан, втором по значимости дивизионе чемпионата Швеции. Команда заняла итоговое восьмое место, обосновавшись в середине турнирной таблицы.
Наконец, по итогам сезона 2016 года клуб вышел в Аллсвенскан, поделив первую строчку с давним соперником командой «Сириус» Уппсала.
7 июля 2016 года руководство «АФК Юнайтед» неожиданно объявило о переезде футбольного клуба из Сольны в городок Эскильстуна (примерно в часе езды от Стокгольма), лен Сёдерманланд. Объединившись с местной командой «ФК Эскильстуна Сити», клуб планирует проводить домашние матчи на стадионе «Тунаваллен» общей вместимостью 7 800 зрителей.

## История названий
- 1991—2005 — «Кафе Opera»
- 2005—2012 — «Весбю Юнайтед»
- 2012—2016 — «АФК Юнайтед»
- 2016—н. в. — «АФК Эскильстуна»

## Достижения клуба
- Суперэттан
  - Второе место (1): 2016
  - Бронзовый призёр (1) 2018
- Первый дивизион
  - Чемпион (1): 2014
  - Второе место (2): 2007, 2011

## Статистика выступлений с 1996 года
| Сезон | Ранг | Турнир          | Место | И  | В  | Н  | П  | ГЗ | ГП | РГ  | Очки | Кубок              | Исход |
| ----- | ---- | --------------- | ----- | -- | -- | -- | -- | -- | -- | --- | ---- | ------------------ | ----- |
| 1996  | 4    | Третий дивизион | 1     | 22 | 16 | 3  | 3  | 53 | 18 | +35 | 51   | –                  |       |
| 1997  | 3    | Второй дивизион | 4     | 22 | 10 | 6  | 6  | 38 | 24 | +14 | 36   | –                  |       |
| 1998  | 3    | Второй дивизион | 3     | 22 | 12 | 9  | 1  | 41 | 17 | +24 | 45   | 3-й раунд          |       |
| 1999  | 3    | Второй дивизион | 1     | 22 | 15 | 6  | 1  | 54 | 10 | +44 | 51   | 2-й раунд          |       |
| 2000  | 2    | Суперэттан      | 6     | 30 | 13 | 7  | 10 | 53 | 44 | +9  | 46   | 4-й раунд          |       |
| 2001  | 2    | Суперэттан      | 5     | 30 | 12 | 10 | 8  | 55 | 52 | +3  | 46   | 2-й раунд          |       |
| 2002  | 2    | Суперэттан      | 6     | 30 | 12 | 8  | 10 | 48 | 45 | +3  | 44   | 3-й раунд          |       |
| 2003  | 2    | Суперэттан      | 7     | 30 | 11 | 8  | 11 | 53 | 48 | +5  | 41   | 3-й раунд          |       |
| 2004  | 2    | Суперэттан      | 9     | 30 | 10 | 10 | 10 | 45 | 39 | +6  | 40   | 4-й раунд          |       |
| 2005  | 2    | Суперэттан      | 9     | 30 | 11 | 6  | 13 | 32 | 40 | -8  | 39   | 3-й раунд          |       |
| 2006  | 2    | Суперэттан      | 14    | 30 | 8  | 8  | 14 | 34 | 47 | -13 | 32   | 1/4 финала         |       |
| 2007  | 3    | Первый дивизион | 2     | 26 | 15 | 6  | 5  | 51 | 31 | +20 | 51   | 1/2 финала         |       |
| 2008  | 2    | Суперэттан      | 9     | 30 | 11 | 6  | 13 | 38 | 36 | +2  | 39   | 3-й раунд          |       |
| 2009  | 2    | Суперэттан      | 12    | 30 | 8  | 9  | 13 | 28 | 41 | -13 | 33   | 3-й раунд          |       |
| 2010  | 2    | Суперэттан      | 16    | 30 | 4  | 6  | 20 | 31 | 60 | -29 | 18   | 3-й раунд          |       |
| 2011  | 3    | Первый дивизион | 2*    | 26 | 15 | 5  | 6  | 51 | 26 | +25 | 50   | 1-й раунд          |       |
| 2012  | 3    | Первый дивизион | 11    | 26 | 9  | 3  | 14 | 36 | 43 | -7  | 30   | 1-й раунд          |       |
| 2013  | 3    | Первый дивизион | 10    | 26 | 8  | 6  | 12 | 32 | 40 | -8  | 30   | 4-е место (группа) |       |
| 2014  | 3    | Первый дивизион | 1     | 26 | 19 | 1  | 6  | 52 | 22 | +30 | 58   | 3-е место (группа) |       |
| 2015  | 2    | Суперэттан      | 8     | 30 | 10 | 10 | 10 | 43 | 44 | -1  | 40   | 4-е место (группа) |       |
| 2016  | 2    | Суперэттан      | 2     | 30 | 18 | 7  | 5  | 50 | 20 | +30 | 61   | 2-й раунд          |       |
| 2017  | 1    | Аллсвенскан     | 16    | 30 | 4  | 8  | 18 | 28 | 55 | -27 | 20   | 2-й раунд          |       |
| 2018  | 2    | Суперэтттан     | 3     | 30 | 13 | 15 | 2  | 40 | 16 | +24 | 54   |                    |       |
| 2019  | 1    | Аллсвенскан     | 16    | 30 | 4  | 8  | 18 | 23 | 55 | -32 | 20   | финал              |       |
| 2020  | 2    | Суперэттан      | 9     | 30 | 11 | 4  | 15 | 36 | 49 | -13 | 37   | 2-е место (группа) |       |
| 2021  | 2    | Суперэттан      | 9     | 30 | 11 | 7  | 12 | 41 | 41 | 0   | 40   | 3-е место (группа) |       |
| 2022  | 2    | Суперэттан      | 8     | 30 | 12 | 4  | 14 | 48 | 46 | +2  | 40   | 2-й раунд          |       |
| 2023  | 2    | Суперэттан      |       |    |    |    |    |    |    |     |      | 2-й раунд          |       |

- Уступил в плей-офф.

## Текущий состав
По состоянию на 27 марта 2023 года. Источник: Список игроков на официальном сайте
| №              | Игрок              | Страна                    | Дата рождения              | Предыдущий клуб        |
| Вратари        | Вратари            | Вратари                   | Вратари                    | Вратари                |
| -------------- | ------------------ | ------------------------- | -------------------------- | ---------------------- |
| 1              | Ник Волтерс        | Нидерланды                | 5 августа 1993 (31 год)    | Эскильстуна Сити       |
| 30             | Фамара Турей       | Швеция                    | 7 августа 2005 (19 лет)    | Воспитанник клуба      |
| 35             | Вальфрид Нильссон  | Швеция                    | 16 мая 2003 (22 года)      | Преспа Бирлик          |
| Защитники      |                    |                           |                            |                        |
| 2              | Робин Сундгрен     | Швеция                    | 14 апреля 2002 (23 года)   | Соллентуна             |
| 3              | Фабиан Раншё       | Швеция                    | 28 марта 2001 (24 года)    | Венерсборг             |
| 4              | Теодор Хансемон    | Швеция                    | 8 октября 2002 (22 года)   | Ефле                   |
| 13             | Алию Якубу         | Нигерия                   | 12 марта 1999 (26 лет)     | Нигерия                |
| 15             | Виктор Форс        | Швеция                    | 11 марта 1999 (26 лет)     | Ханинге                |
| 17             | Антон Экерот       | Швеция                    | 16 сентября 2001 (23 года) | Кальмар                |
| 21             | Йеспер Мудиг       | Швеция                    | 6 сентября 1994 (30 лет)   | Треллеборг             |
| 22             | Эзекил Фрайерс     | Англия                    | 9 сентября 1992 (32 года)  | Маклсфилд              |
| 25             | Маттис Адольфссон  | Швеция                    | 11 декабря 2001 (23 года)  | Эстер                  |
|                | Али Сульич         | Швеция                    | 8 сентября 1997 (27 лет)   | Хельсингборг           |
| Полузащитники  |                    |                           |                            |                        |
| 5              | Хуссейн Кабди      | Швеция                    | 3 февраля 2002 (23 года)   | Квидинг                |
| 6              | Райан Уильямс      | Англия                    | 8 апреля 1991 (34 года)    | Хартфорд Атлетик       |
| 8              | Эдди Тран          | Швеция                    | 11 июня 1997 (28 лет)      | Лунд                   |
| 10             | Марсело Паломино   | Соединённые Штаты Америки | 21 мая 2001 (24 года)      | Хьюстон Динамо         |
| 16             | Армин Кулум        | Швеция                    | 5 ноября 2003 (21 год)     | Хеслехольм             |
| 18             | Наод Теклбрхан     | Швеция                    | 16 января 2005 (20 лет)    | Воспитанник клуба      |
| 19             | Лео Лиф            | Швеция                    | 24 мая 2005 (20 лет)       | Воспитанник клуба      |
| 28             | Исхак Шамун        | Швеция                    | 25 ноября 2002 (22 года)   | Ассириска Турабдин     |
| 43             | Абдул Халик Худу   | Гана                      | 19 марта 2000 (25 лет)     | Люнгбю                 |
| Нападающие     |                    |                           |                            |                        |
| 7              | Самир Маруф        | Швеция                    | 2 января 2001 (24 года)    | Хеккен                 |
| 9              | Симон Аджей        | Швеция                    | 2 января 2001 (24 года)    | Варберг                |
| 11             | Маттиас Митку      | Швеция                    | 20 июля 2001 (23 года)     | Юргорден               |
| 14             | Оскар Линдберг     | Швеция                    | 31 мая 2000 (25 лет)       | Юнгшиле                |
| 20             | Эммануэль Аджиман  | Гана                      | 13 января 2003 (22 года)   | Хаммарбю Таланг        |
| 24             | Виктор Йётессон    | Швеция                    | 14 июля 1995 (30 лет)      | Дегерфорс              |
| Главный тренер |                    |                           |                            |                        |
|                | Джавад аль-Джебури | Швеция                    | 14 июня 1991 (34 года)     | АФК Эскильстуна (асс.) |